# Шихалиев, Махмуд Магомедович
Махмуд Магомедович Шихалиев (Шейхалиев, Шейхали или Шейх-Али) (1829 или 1835 год, кумыкский аул Андреево, Дагестан — приблизительно 1930 год, Башкирская АССР) — генерал-майор, участник Кавказской, Крымской и Русско-турецкой (1877—1878) войн, общественный деятель, меценат.

## Биография
Родился 16 октября 1835 года (по другим сведениям 1829 году) в ауле Эндирей Засулакской Кумыкии в семье оружейника Магомеда из кумыкского узденского рода Шейх-Али. Являлся братом почётного первостепенного узденя Давлет-Мирзы Шихалиева (или Шейх-Али), подполковника, главного пристава магометанских народов Ставропольской губернии. Он также приходился дядей генерал-майору Али Давлетовичу Шейх-Али.
После обучения во 2-м Петербургском кадетском корпусе, Высочайшим указом произведён в корнеты 7 августа 1851 года с зачислением по кавалерии. Приказом по Гвардейскому корпусу прикомандирован к Владимирскому уланскому Е. И. В. Великого князя Михаила Николаевича полку. В период Крымской кампании (1855—1856), находясь в Камчатском пехотном полку, участвовал в боевых действиях против союзных войск в Крыму.
С 1859 года в составе Дагестанского конного полка участвовал в боевых действиях в Аухе и Ичкерии. В ходе этого боевого похода были освобождены от неприятеля Зандак, Аллерой, Шамхал-Берды, Самсан и многие аулы Чечни. В Дагестане отряд под его командованием сражался под Уллу-Калой, Чохом, Ирибом и при взятии штурмом Гуниба и пленении Шамиля. C 1860 по 1864 годы Махмуд Шейхалиев принимал участие в военных действиях на Западном Кавказе.
В Русско-турецкую войну (1877—1878) Махмуд Шейх-Али в действующем корпусе под начальством генерал-лейтенанта М. Т. Лорис-Меликова участвовал в боях на Кавказском фронте под Карсом и на Аладжинских высотах. Кубанский казачий полк, которым он командовал, участвовал в осаде и штурме военной крепости Карс.
С 24 декабря 1878 года состоял при войсках Кавказского военного округа.
В середине 70-х годов XIX века семья Махмуда жила во Владикавказе, где он в то время проходил военную службу. Для характеристики его общественно-политических взглядов характерен такой факт. В 1883 году с его непосредственным участием во Владикавказе учреждается «Благотворительное общество для распространения образования и технических знаний среди горцев Терской области». Как сообщает по этому поводу газета «Терджиман» от 17 января 1884 г., «В Терской области просвещенные мусульмане Шейх-Али, И. Шанаев, Д. Шанаев, М. Далгат, М.-Э. Османов, А.-Г. Мансуров и другие создали Благотворительно-просветительское общество, имеющее целью открытие в области училищ, в коих кроме мусульманского языка, будут обучаться различным ремеслам и русскому языку. Общество также будет помогать нуждающимся мусульманам в обучении в средних и высших учебных заведениях».
После отставки поселился в Уфе. С 1898 по 1912 годах являлся членом Уфимского местного управления Российского общества Красного Креста. В 1906 году избран делегатом на II Всероссийский мусульманский съезд в Санкт-Петербурге. Участвует в работе съезда вместе с видными деятелями тюрко-мусульманского движения в России, такими как И. Гаспринский, А. Топчибашев (Топчибаши), Ю. Акчурин, А. Ибрагимов. Он же оказал материальную помощь начинающему историку Ахметзаки Валиди Тогану при написании и издании его труда «История тюрков и татар» (1911).
Умер после 1929 года.

## Семья
- Жена — Маги Парваз (Мех-Первез, Магипарваз) в девичестве Алкина, сестра известных общественных деятелей Ибнуямина и Сеид-Гирея Алкиных[7]. Член Мусульманского благотворительного общества Петербурга, председательница Распорядительного комитета Дамского отделения Попечительства о бедных, одна из активных членов женского мусульманского движения в Уфимской губернии[1].
- Сын — Дауд (7.11.1879, Тифлис — 1954, Махачкала) — заведующий кафедры растениеводства, доктор наук[7].
- Дочь — Амина Сыртланова (25.06.1884 — конец 1950 ?, Франция) — общественный деятель, сестра милосердия, теософ, масон. Супруга депутата III Госдумы России Галиаскара Сыртланова. Председатель «Петроградского мусульманского просветительского общества». После 1917 эмигрировала, поселилась в Париже (Amina Hanum Syrtlanoff). Досточтимый мастер ложи «Аврора» в 1929 г, член ложи по 1939 г.

## Карьера
- В 1851 году произведён в корнеты с зачислением по кавалерии
- В 1860 году произведён в штабс-капитаны
- В 1864 году произведён в майоры и утверждён командиром эскадрона
- В 1887 году произведён в полковники
- В 1890 году произведён в генерал-майоры

## Награды
- В 1861 году Орден Святого Станислава III ст., за отличие против горцев
- В 1864 году Орден Святой Анны III ст. с мечами и бантом, за отличие при покорении Западного Кавказа
- В 1866 году Орден Святого Станислава II ст., за отличие по службе
- В 1866 году Орден Святого Станислава II ст. с короною, за отличие по службе
- В 1875 году Орден Владимира IV ст. с бантом, для нехристиан, за выслугу 25 лет в офицерских чинах
- В 1877 году Орден Святой Анны II ст. с мечами, за отличие в сражении с турками
- В 1877 году Орден Святой Анны II ст. с мечами (мусульманский), за отличие в сражении с турками
- В 1878 году Орден Данеброга-Командорский крест II класса, Его Величеством Королём Датским
- В 1887 году Орден Святой Анны II ст. с мечами (повторно)
- В 1878 году награждён Золотой саблей с надписью «За храбрость»[8].
- медали, в том числе: «В память войны 1853—1856»; «За покорение Чечни и Дагестана», «За покорение Западного Кавказа», «В память русско-турецкой войны 1877—1878»[9]
- знак «За службу на Кавказе»[9].